# Rodney Goggins
Rodney Goggins est un joueur professionnel de snooker irlandais né le 25 mars 1978 à Wexford.

## Carrière
Goggins a fini en tête du classement des joueurs irlandais en 2007. Cela lui a permis d'intégrer le tour professionnel la saison suivante. Il a gagné les championnats du monde des moins de vingt-et-un ans disputés en Égypte en 1999 en battant par 11-4 le néerlandais Rolf de Jong.

## Palmarès
| Légende | Catégorie                      | Titres                         | Finales                        |
|         | Tournois classés               | 0                              | 0                              |
|         | Tournois non classés           | 0                              | 0                              |
|         | Tournois pro-am                | O                              | 1                              |
|         | Tournois seniors               | 1                              | 2                              |
|         | Tournois amateurs              | 2                              | 4                              |
| Gras    | Tournois de la triple couronne | Tournois de la triple couronne | Tournois de la triple couronne |

### Titres
| Saison    | Nom du tournoi                                          | Lieu     | Finaliste      | Score | Tableau |
| 1999      | Championnat du monde amateur des moins de 21 ans        | Le Caire | Rolf de Jong   | 11-4  |         |
| 2000      | Championnat d'Irlande amateur                           |          | Garry Hardiman | 8-7   |         |
| 2023-2024 | 4e tournoi qualificatif au championnat du monde séniors | Jersey   | Nigel Howe     | 4-0   |         |

### Finales
| Saison    | Nom du tournoi                                          | Lieu      | Finaliste          | Score | Tableau |
| 2001-2002 | Tournoi Pontins pro-am (automne)                        | Prestatyn | Sam O'Neill        | 1-5   |         |
| 2004      | Championnat d'Irlande amateur                           |           | David Morris       | 4-8   |         |
| 2007      | Championnat d'Europe amateur                            | Carlow    | Kevin Van Hove     | 2-7   |         |
| 2017      | Championnat d'Irlande amateur (2)                       |           | Brendan O'Donoghue | 3-6   |         |
| 2018      | Championnat d'Irlande amateur (3)                       |           | Michael Judge      | 5-6   |         |
| 2018-2019 | Masters d'Irlande seniors                               | Kildare   | Jimmy White        | 1-4   | Tableau |
| 2019-2020 | 2e tournoi qualificatif au championnat du monde séniors | Newbury   | Leo Fernandez      | 2-4   |         |

## Référence
1. ↑  (en) Rodney Goggins sur le site prosnookerblog.com
2. ↑  Championnat du monde, championnat du Royaume-Uni et Masters